# حرب التطهير العرقي لفلسطين 1947–48

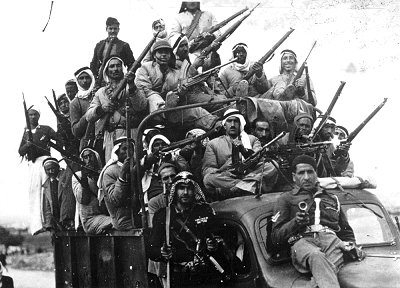
متطوعون عرب في فلسطين ، عام 1947

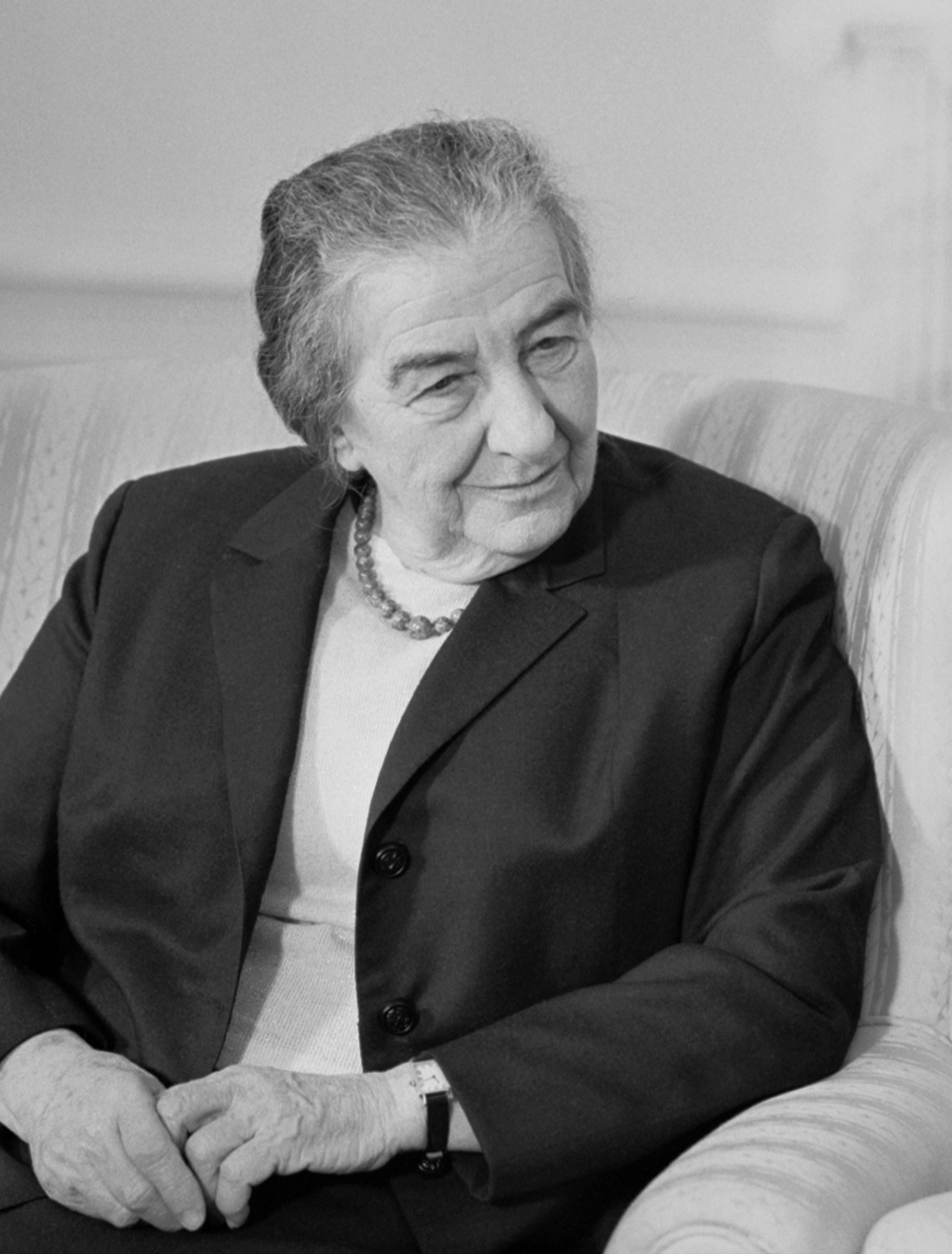
جولدا مائير رئيسة وزراء إسرائيل بين 1969 حتى 1974م.

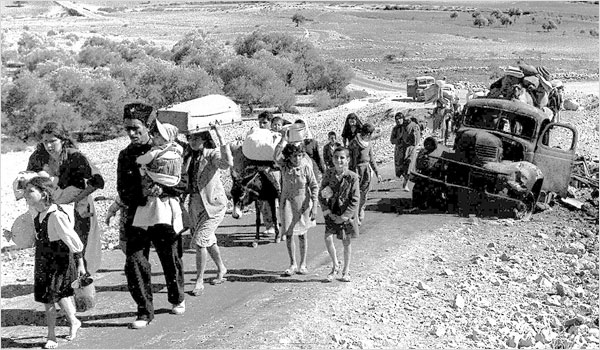
اللاجئين الفلسطينيين، "يسلكون طريقهم من الجليل، في تشرين الأول وتشرين الثاني 1948".

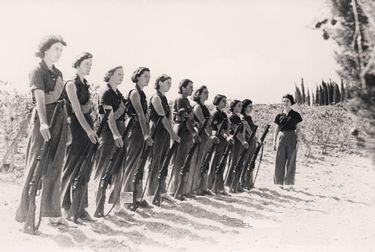
تدريب النساء اليهوديات على السلاح في كيبوتس (مشمار هعيمك) في عام 1947.

حرب التطهير العرقي لفلسطين 1947–1948 (وقد أطلق عليها في بعض المراجع الغربية بالحرب الأهلية في فلسطين الانتدابية) تعتبر المرحلة الأولى من حرب فلسطين، امتدت حرب التطهير العرقي من 30 نوفمبر 1947 م، وهو تاريخ تصويت مجلس الأمم المتحدة لصالح إنهاء الانتداب البريطاني على فلسطين، وخطة الأمم المتحدة للتقسيم، إلى تاريخ إنهاء الانتداب البريطاني نفسه في 15 مايو 1948 م خالقا تغيرا حادا للتوازنات في فلسطين، وإعلان الحركة الصهيونية لدولة إسرائيل وتحوّل المواجهة لما يعرف بالحرب العربية - الإسرائيلية.
وعند نهاية الانتداب في سنة 1948، لم يكن اليهود يمتلكون سوى 5.8% تقريباً من أراضي فلسطين حصلوا عليها بثلاثة طرق رئيسية اما عن طريق المندوب السامي البريطاني واما عن طريق الشراء من عائلات اقطاعية لبنانية وسورية واحيانا من فلسطينيين واما بالاحتيال والالتفاف على القانون العثماني والذي كان لا يزال مطبقا وعلى اثر ذلك استطاعوا السيطرة على أخصب أراضي فلسطين منهين ذلك بالاحتلال واغتصاب ما لم يستطيعوا السيطرة عليه من أراضي فلسطين.
وعندما احتل البريطانيون فلسطين عام 1917 م، كان عدد اليهود 50 ألفا، وعندما غادروها كان العدد قد تضاعف 10 مرات فبلغ نصف مليون.
اشترى اليهود أسلحة ومعدات من الجيش البريطاني في فلسطين ومن بينها 24 طائرة بمبلغ 5 ملايين جنية
تشكل هذه الفترة المرحلة الأولى من حرب فلسطين 1948، واشتبك خلالها عرب فلسطين والصهاينة، في حين كان من المفروض أن يتحمل البريطانيون مسؤولية حفاظ النظام، ولكنهم تركوا المجال لليهود باحتلال أكبر جزء من فلسطين، ولم يتدخلوا إلا عرضيا.
بدأ الفلسطينيون بتنظيم لجان محلية للدفاع عن النفس وتوجهوا مع نهاية 1947 م إلى دمشق وبيروت والقاهرة للتزود بالسلاح والتدرب على استخدامه. وفي بداية 1948 م ورغم الانتداب البريطاني، كانت الوكالة اليهودية تسيطر عمليا على فلسطين إداريا وعسكريا. وبلغ تعداد جيش الهاجانا 35 ألفا بالإضافة إلى 10 آلاف مقاتل من وحدات الكومندوس البلماح وعصابتي الإرجون وشتيرن. في المقابل، لم يعد هناك بعد سحق الانتداب البريطاني للثورة الفلسطينية سوى 2500 من الثوار و4000 متطوع عربي وفلسطيني أطلق عليهم جيش الإنقاذ، والذين دخلوا على دفعات بقيادة فوزي القاوقجي. أي أنه حتى 15 مايو 1948 كان أمام كل فلسطيني أو عربي بسلاحه البسيط 6 يهود مزودين بكافة الأسلحة الحديثة البرية والجوية.
مع بداية 1948 حدث تفجيران متتاليان. تفجير السراي الكبير في يافا وقتل 26 بسيارة ملغومة، وتفجير فندق سميراميس بالقدس في 5 يناير، وقتل 20 فلسطينيا. وعرف لاحقا أن الهاجانا كانت وراء تفجير سميراميس.
خلال الأشهر الثلاثة الأولى من عام 1948 قام الصهاينة بعشرات التفجيرات في المدن والقرى وقتل فردي على الطرق باستخدام المستعربين (الصهاينة المتخفين بزي عربي لتنفيذ عمليات خاصة). في حيفا وحدها وفي الأسبوعين الأخرى ن من يناير، قتل المستعربون على الطرقات 100 فلسطيني.
في 15 فبراير، اتجهت وحدات من الهاجانا والبلماح لطرد الفلسطينيين من قراهم. وإسحاق رابين، ضابط البلماح الميداني، كان المشرف على طرد فلسطينيي قرية قيسارية في قضاء حيفا وتدميرها.
في تل أبيب، كان الأربعاء العاشر من مارس يوما حاسما بقيادة الهاجانا، حيث أنهوا مسودة الخطة التي وضعت فيها التفاصيل النهائية لكيفية طرد الفلسطينيين وأخذ أملاكهم.
كتب بن غوريون في مذكراته: «في كل هجوم يجب إيقاع ضربة حاسمة تؤدي إلى هدم البيوت وطرد السكان».
تقرر أن يقوم كل من القادة العسكريين آنذاك وهم عبد القادر الحسيني وحسن سلامة وفوزي القاوقجي بعمليات منفصلة، لم يكن هناك تنسيق وذلك ساعد الجانب الصهيوني. توجه عبد القادر الحسيني قائد منطقة القدس إلى دمشق طلبا للسلاح ولكن بدون جدوى. اشترى بعدها السلاح بعد رهن أرض جده وتوجه للدفاع عن قرية القسطل المشرفة على طريق القدس، واستشهد في تلك المعركة.

## الخلفية
تحت سيطرة إدارة بريطانية منذ عام 1920، وجدت فلسطين نفسها هدفا لمعركة بين الفلسطينيين والصهاينة، الجماعات التي عارض كلاهما الانتداب البريطاني.[بحاجة لمصدر]
بلغ رد الفعل الفلسطيني ذروته في الثورة العربية في فلسطين 1936-1939، وهو صراع أهلي مميت شهد مقتل ما يقرب من 5000 عربي فلسطيني و500 يهودي، وأدى إلى طرد الكثير من القيادة السياسية الفلسطينية، بما في ذلك أمين الحسيني، زعيم اللجنة العربية العليا، إلى المنفى. كما خفضت بريطانيا الهجرة اليهودية ردًا على العنف، كما نص عليه الكتاب الأبيض عام 1939. كما دفعت إلى تعزيز الجماعات شبه العسكرية الصهيونية. [بحاجة لمصدر]
بعد الحرب العالمية الثانية والهولوكوست، اكتسبت الحركة الصهيونية الاهتمام والتعاطف. في فلسطين الانتدابية، قاتلت الجماعات الصهيونية ضد الاحتلال البريطاني.ففي السنتين والنصف الممتدة من سنة 1945 إلى يونيو 1947، فقدت قوات إنفاذ القانون البريطانية 103 قتيل، وتكبدت 391 جريحًا بسبب المسلحين اليهود. أعاد القوميون العرب الفلسطينيون تنظيم أنفسهم، لكن تنظيمهم ظل أدنى من تنظيم الصهاينة. [بحاجة لمصدر]
شاركت الهاجاناه، وهي منظمة يهودية شبه عسكرية، في البداية في هجمات ما بعد الحرب ضد البريطانيين في فلسطين لكنها انسحبت بعد الغضب الناجم عن تفجير الأرجون عام 1946 لمقر الجيش البريطاني في فندق الملك داود. [بحاجة لمصدر]
في 15 آب/أغسطس 1947، قاموا بتفجير منزل عائلة أبو لبن، وهي عائلة فلسطينية مزدهرة تزرع البرتقال، بالقرب من بتاح تكفا، للاشتباه في أنه مقر للمقاومة الفلسطينية. وقتل اثنا عشر راكبا، من بينهم امرأة وستة أطفال. وبعد تشرين الثاني/نوفمبر 1947، شكل تفجير المنازل عنصرا رئيسيا في معظم هجمات الهاجانا الانتقامية.
```
وقد أخفقت الدبلوماسية في التوفيق بين وجهات النظر المختلفة المتعلقة بمستقبل فلسطين. وفي أوائل تشرين الثاني/نوفمبر، بدأت الهاجانا تحتشد للحرب، وأصدرت أمرًا بتسجيل جميع الرجال الذين تتراوح أعمارهم بين 17 و25 عامًا.
[
6
]
 في 18 فبراير 1947، أعلنت بريطانيا انسحابها من المنطقة وفي 29 نوفمبر، صوتت الجمعية العامة للأمم المتحدة للتوصية باعتماد وتنفيذ 
خطة التقسيم
 بدعم من القوى العالمية الكبرى، ولكن ليس من بريطانيا أو الدول العربية.
[
بحاجة لمصدر
]
```

## بداية الحرب الأهلية (30 نوفمبر 1947 – 1 أبريل 1948)

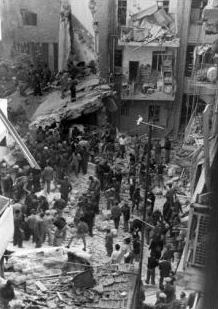
آثار الهجوم بسيارة مفخخة على شارع بن يهودا الذي أسفر عن مقتل 53 شخصا وإصابة كثيرين آخرين.

في أعقاب اعتماد القرار 181 (II) من قبل الجمعية العامة للأمم المتحدة الذي يوصي باعتماد وتنفيذ خطة التقسيم، عادلت احتجاجات العرب في جميع أنحاء البلد مظاهر الفرح التي تجسدت في نفوس الجالية اليهودية وبعد 1 كانون الأول/ديسمبر، سنت اللجنة العربية العليا إضرابا عاما استمر ثلاثة أيام.
سرعان ما استحوذت "رياح العنف" على البلاد ، منذرة بحرب أهلية بين الجماعتين. جاءت جرائم القتل والانتقام المضاد بسرعة في أعقاب بعضها البعض، مما أدى إلى مقتل عشرات الضحايا من كلا الجانبين في هذه العملية. استمر المأزق حيث لم تتدخل القوات البريطانية لوضع حد لدورات العنف المتصاعدة.
كانت الخسائر الأولى بعد اعتماد القرار 181(الثاني) ركاب حافلة يهودية بالقرب من كفار سيركين في 30 نوفمبر، بعد أن نصبت مجموعة من ثمانية رجال من يافا كمينا للحافلة مما أسفر عن مقتل خمسة وإصابة آخرين. وبعد نصف ساعة نصبوا كمينا لحافلة ثانية، متجهة جنوبا من الخضيرة، مما أسفر عن مقتل اثنين آخرين، وأطلقت أعيرة نارية على حافلات يهودية في القدس وحيفا. قيل إن ذلك جاء انتقاماً لاغتيال أسرة شوبكي، ومقتل خمسة عرب فلسطينيين على يد لحي بالقرب من هرتسليا، قبل عشرة أيام من الحادث.
```
وقد اتبع كل من 
إرجون
 
ولحي
 (المعروفة أيضا باسم عصابة شتيرن) استراتيجيته المتمثلة في وضع القنابل في الأسواق ومحطات الحافلات المزدحمة.
[
20
]
 وفي 30 كانون الأول/ديسمبر، ألقى أفراد من الإرجون قنبلتين في حيفا على حشد من العمال العرب الذين كانوا يصطفون أمام مصفاة، مما أسفر عن مقتل 6 أشخاص وإصابة 42 آخرين. 
فقتل حشد غاضب 39 يهوديا انتقاما منهم
، إلى أن استعاد الجنود البريطانيون الهدوء.
[
14
]
[
21
]
```

وفي عمليات انتقامية، قام بعض الجنود من القوة الضاربة، بلماح ولواء باراك المدرع، بمهاجمة قريتي بلد الشيخ وحواسا. ووفقاً لمؤرخين مختلفين، أدى هذا الهجوم إلى مقتل ما بين 21 و 70 شخصًا.
وفقا للمؤرخ الإسرائيلي بيني موريس، فإن الكثير من القتال في الأشهر الأولى من الحرب وقع في المدن الرئيسية وعلى حوافها، وكان قد بدأه العرب. وشمل ذلك القناصة العرب الذين يطلقون النار على المنازل والمشاة وحركة المرور اليهودية، فضلا عن زرع القنابل والألغام على طول الطرق والطرق الحضرية والريفية.
```
ومنذ كانون الثاني/يناير، أصبحت العمليات عسكرية على نحو متزايد. وفي جميع المناطق المختلطة التي تعيش فيها كلتا الطائفتين، ولا سيما في القدس وحيفا، تزايدت أعمال العنف وأعمال الشغب والأعمال الانتقامية والأعمال الانتقامية المضادة. تطورت عمليات إطلاق النار المعزولة إلى معارك شاملة. فعلى سبيل المثال، تحولت الهجمات على حركة المرور إلى كمائن حيث أدى هجوم دموي إلى آخر.
```

في 22 فبراير 1948، نظم أنصار محمد أمين الحسيني، بمساعدة بعض الفارين البريطانيين، ثلاث هجمات ضد الجالية اليهودية. وباستخدام السيارات المفخخة التي استهدفت مقر صحيفة فلسطين بوست الموالية للصهيونية، وسوق شارع بن يهودا والفناء الخلفي لمكاتب الوكالة اليهودية، قتلوا 22 و 53 و 13 يهوديا على التوالي، أي ما مجموعه 88 قتيلا. وأصيب مئات آخرون.
وردا على ذلك، وضع ليحي لغما أرضيا على مسار السكك الحديدية في رحوفوت الذي كان يسافر عليه قطار من القاهرة إلى حيفا، مما أسفر عن مقتل 28 جنديا بريطانيا وإصابة 35 آخرين. وقد كرروا هذه الهجمات في 31 مارس، بالقرب من قيصرية ماريتيما، مما أدى إلى مقتل أربعين شخصا وإصابة 60 شخصا، معظمهم من المدنيين العرب.
بعد تجنيد بضعة آلاف من المتطوعين ، نظم الحسيني حصارا على 100000 يهودي من سكان القدس. لمواجهة ذلك، حاولت سلطات اليشوف تزويد المدينة بقوافل تصل إلى 100 مركبة مدرعة، لكن العملية أصبحت غير عملية أكثر فأكثر مع ارتفاع عدد الضحايا في قوافل الإغاثة. وبحلول آذار/مارس، كان تكتيك الحسيني قد أتى ثماره. تم تدمير جميع مركبات الهاغاناه المدرعة تقريبا ، وكان الحصار يعمل بكامل طاقته ، وقتل المئات من أعضاء الهاغاناه الذين حاولوا جلب الإمدادات إلى المدينة. كان وضع أولئك الذين سكنوا في المستوطنات اليهودية في النقب المعزول للغاية وشمال الجليل أكثر خطورة.
وفقا للجنرال العراقي إسماعيل صفوت في مارس 1948، قبل وقت قصير من إطلاق خطة دالت:
على الرغم من حقيقة أن المناوشات والمعارك قد بدأت، لا يزال اليهود في هذه المرحلة يحاولون احتواء القتال إلى أضيق نطاق ممكن على أمل تنفيذ التقسيم وتشكيل حكومة يهودية. إنهم يأملون أنه إذا بقي القتال محدودا، فإن العرب سوف يذعنون للأمر الواقع. ويمكن ملاحظة ذلك من حقيقة أن اليهود لم يهاجموا القرى العربية حتى الآن إلا إذا هاجمهم سكان تلك القرى أو استفزوها أولا.
 ومع ذلك، يصف وليد الخالدي هذا الاقتباس بأنه غير دقيق عن طريق تقرير صفوت نفسه.
أعاد دافيد بن غوريون تنظيم الهاغاناه وجعل التجنيد إلزاميا. كان على كل رجل وامرأة يهودية في البلاد أن يتلقوا تدريبا عسكريا.

### سياسات دول الحلفاء
دفع هذا الوضع الولايات المتحدة إلى سحب دعمها لخطة التقسيم، مما شجع جامعة الدول العربية على الاعتقاد بأن العرب الفلسطينيين، معززين بجيش التحرير العربي، يمكن أن يضعوا حدا لخطة التقسيم. من ناحية أخرى، قرر البريطانيون في 7 فبراير 1948 دعم ضم الجزء العربي من فلسطين من قبل شرق الأردن.

### إجلاء السكان
في حين تلقى السكان اليهود أوامر صارمة تتطلب منهم التمسك بأرضهم في كل مكان بأي ثمن، كان السكان العرب أكثر تأثرا بالظروف العامة لانعدام الأمن التي تعرضت لها البلاد. تم إجلاء ما يصل إلى 100000 عربي، من الطبقات العليا والمتوسطة الحضرية في حيفا ويافا والقدس، أو المناطق التي يهيمن عليها اليهود، إلى الخارج أو إلى المراكز العربية شرقا.

## مذبحة دير ياسين
في التاسع من أبريل بدأت المرحلة الثانية لطرد الفلسطينيين من القرى المجاورة للقدس والواقعة خارج حدود الدولة اليهودية حسب قرار التقسيم. هاجمت وحدة من عصابتي الإرجون وشتيرن بالتعاون مع الهاجانا قرية دير ياسين فجرا، وذبح الصهاينة حتى الظهر 250 فلسطيني. وكانت قرية دير ياسين تبعد 2-3 كم عن مكتب مدير البوليس البريطاني في القدس وعندما أخبروه أن هناك مذبحة تدور في دير ياسين، لم يتحرك وقال هذا ليس من شأني.
قامت القوات البريطانية بالانسحاب قبل شهر من موعد انسحابها، ودخل اليهود مباشرة مكانهم، واستلموا 2700 مبنى حكومي، و50 محطة قطار، و3000 كم من الطرق المعبدة، وعدة موانئ، و37 معسكر للجيش مليئة بالأسلحة وقطع الغيار.

## طبرية
استكمل الجيش البريطاني انسحابه من طبرية في 18 أبريل بعد أن طرد 5 آلاف من سكانها العرب فاحتلها الصهاينة في اليوم ذاته.

## حيفا
في حيفا استكمل الجيش البريطاني انسحابه ظهر 21 أبريل فاقتحمها 5000 مسلح من الهاجانا. يقول جيرالد جرين الشرطي البريطاني في زمن الانتداب البريطاني في فلسطين «من حيفا وباتجاه الشمال باتجاه لبنان كانوا يمرون من أمام مقرنا وكان مشهدا محزنا أن ترى كثيرا من العرب المساكين بعضهم في شاحنات أو سيارات مع أسرة فوقها وبعضهم يسيرون على الأقدام. سيل لا يتوقف من العرب الذين يخرجهم اليهود من حيفا في مشهد محزن للغاية، كان يمكن أن نوقف ذلك بما نملك من قوة عسكرية». وبالنتيجة هُجر من حيفا 5000 عربي من سكانها.

## يافا
كانت يافا آخر مدينة يجري احتلالها، وحدث ذلك في 13 أيار/ مايو، قبل يومين من انتهاء الانتداب، في 13 أيار/ مايو هاجم 5000 جندي تابعين للهاغاناه والأرغون المدينة، بينما حاول متطوعون عرب بقيادة ميشيل العيسى، وهو مسيحي محلي، الدفاع عنها.
خلال الأسبوع الأخير من أبريل اشتد القصف على يافا وطرد أهلها بحرا إلى لبنان وبرا باتجاه شرق فلسطين والأردن.
كانت القوات الصهيونية تفرز الذكور من سن 10 حتى سن 50 في معتقلات مؤقتة، وتعدم مباشرة عددا منهم لإرهاب الباقين قبل نقلهم إلى معسكرات اعتقال مركزية. واستخدم المعتقلين في دفن جثث الفلسطينيين لمنع انتشار الأوبئة. كما أجبروا على نهب ممتلكات المنازل العربية.
إجمالا كان ثمة في يافا قوة دفاعية أكبر مما كان لدى الفلسطينيين في أي موقع آخر: 1500 متطوع في مقابل 5000 جندي يهودي، وقد صمدت المدينة ثلاثة أسابيع في وجه الحصار والهجوم الذي بدأ في أواسط نيسان / أبريل وانتهى في أواسط أيار/ مايو وعندما سقطت طرد جميع سكانها البالغ عددهم 50.000 نسمة.

## أقوال المؤرخين
يقول ثيودور كاتس المؤرخ الإسرائيلي الباحث في المذابح الصهيونية:
«حدث مرات عديدة أن الجنود الإسرائيلين، الجنود المختارين، أخذوا عشرة من الشباب إلى وسط القرية وأطلقوا النار عليهم وقتلوهم كي يرى كل الناس ذلك فيهربون، وإذا لم يكن هذه كافيا كانوا يأخذون آخرين لقتلهم أيضا»
يقول آفي شليم، المؤرخ الإسرائيلي في جامعة أكسفورد
«الفلسطينيون غادروا طواعية متوقعين عودة منتصرة. وجها آخر لهذه الرواية هي أن الفلسطينيين غادروا بأوامر من قادتهم لإخلاء الساحة أمام دخول الجيوش العربية. وأنهم تلقوا وعودا بأنهم بعد النصر العربي الكبير سيتمكنون من العودة إلى منازلهم. تلك هي الرواية الصهيونية التقليدية، وهي غير صحيحة على الإطلاق. وهناك كم هائل من الأدلة الملموسة التي تناقض هذه الرواية»
يقول إيلان بابيه المؤرخ الإسرائيلي في جامعة إكستر في بريطانيا:
«نصف الفلسطينيين الذين أصبحوا لاجئين، طردوا من منازلهم بحلول مايو 1948. ومن بين 530 قرية فلسطينية التي دمرت في نكبة 1948 فإن نصف هذه القرى هدمت قبل 15 مايو»

### تصريحات فريق التحقيق الخاص بالنقب
- «ثمة أراضٍ انتزعت بطرق غير مشروعة تماما من السكان العرب الذين أرغموا على ترك قراهم.» [33]
- لم يرق الشك إلى ذهن الكولونيل دو غرير بأن اللاجئين قد طردوا من مناطقهم بواسطة قذائف الهاون اليهودية ونيران الرشاشات والبنادق. وهذه العملية اليهودية حصلت دون أن تواجه قواتها بمقاومة مسلحة.[33]
- وضع الكولونيل فرمويلن، المسؤول الأعلى لهيئة الأمم المتحدة في غزة، تقريره الخاص عن اللاجئين. واتفق مع الكولونيل دو غرير وفريقه بشأن أسباب النزوح أو الخروج العربي في الجبهة الجنوبية. فكتب الكولونيل فرمويلن قائلا: «وفقا لما رآه المراقبون، ونحن بمقدرونا أن نصرح بذلك أيضا، فإن الأعمال اليهودية في هذه المنطقة أجبرت العرب على الانسحاب من قرى عديدة».[33]
- حدثت مجازر في بلدة الدوايمة، فقد استولت على البلدة سرية تابعة لكتيبة الكوماندوس التاسعة الثمانين (89) والتي تألفت من عصابتي الإرغون وشتيرن. وقد نشر قدامى السرية قصة المجزرة. فهو يلاحظ أنهم لكي (يقتلوا الأطفال شقوا رؤوسهم وشجوهم بالعصي، فلم يوجد منزل واحد بدون جثث).[34] وبعد قتل الأطفال ساق الجنود اليهود النساء والرجال إلى منازل كالقطعان، حيث أبقوهم دون طعام وبلا ماء ومن ثم عمدوا إلى تفجير المنازل بمن فيها من المدنيين البائسين.[35]

## اقرأ أيضًا
- الخطة دالت
- التطهير العرقي لفلسطين